# Вихіно (станція метро)
«Ви́хіно» (рос. Выхино), до 1989 р. «Жда́новська» (Ждановская) — станція Московського метрополітену Тагансько-Краснопресненської лінії. Відкрито 31 грудня 1966, як фінальну частину Ждановського радіусу, станція була кінцевою на цій лінії до 9 листопада 2013, коли було відкрито станції «Лермонтовський проспект» і «Жулебіно». Станція унікальна в багатьох відносинах. Перш за все, це була остання наземна станція в Москві (не рахуючи реконструкції станції «Воробйові гори» в 2002 році і Бутовської лінії) і останньою з береговими платформами. Проте, станція метро є лише частиною комбінованого вузла пересадки, друга частина — платформа приміської електрички «Вихіно» (Казанський напрямок).

## Технічна характеристика та оздоблення
Станція споруджена зі стандартних залізобетонних конструкцій за спеціальним проектом. Платформи закриті навісами для захисту пасажирів від опадів, колії відкриті. Кожен з навісів підтримує один ряд колон (на платформі, спільною з залізничною, два навіси і два ряди колон). Світильники розташовані в нішах у нижній частині навісу. Покриття платформи — асфальт.
При відкритті в 1966 році платформи станції були розраховані на прийом шестивагонних потягів. До 1983 року, коли на лінії був проведений перехід на восьмивагонні потяги, платформи були подовжені у напрямку останнього вагона.

## Вестибюлі й пересадки
Спочатку станція являла собою єдиний в Москві кросплатформний вузол станції метру і залізничної платформи, а саме платформи Вихіно Казанського напрямку. Платформа з боку другої колії (у бік станції «Рязанський проспект») побудована загальною для пасажирів метро і залізниці, проте була розгороджена вздовж, пересадка була можлива тільки в середині платформи та по підземних переходах (вона була розгороджена вже в 1990-ті роки, до цього можна було прямо з електрички йти поперек платформи до турнікетів).
З 1998 року електрички в бік Казанського вокзалу стали проїжджати входи в метро далі через перевантаження пересадки в години пік, а пізніше навпроти входів у метро уздовж краю платформи з боку залізничних колій були встановлені огорожі. Розпочата в 2003 році реконструкція станційного вузла повністю ліквідувала можливість кросплатформенної пересадки з електропоїздів на метро.
У 2004 році було відкрито спеціалізований пересадний павільйон (проте в ньому можна «застрягти», оскільки залізничні турнікети не перевіряють наявність ні квитка на метро, ні грошей на нього). Одночасно до станції метро відійшла частина платформи, що була раніше залізничною, огорожа з боку залізничних колій була посилена, а кількість вхідних турнікетів збільшилося приблизно втричі.
У 2008 році майже завершено реконструкцію пересадного вузла, завершені входи на станцію метро і на платформу Казанського напряму, і в підземний перехід з боку вулиці Червоний Казанець.
Платформи станції з'єднані двома переходами шириною 4 метри під коліями, вхід в кожен з переходів можливий як з боку вулиці Хлобистова, так і з боку вулиці Червоний Казанець і Вешняковська.

### Пересадки
- Залізнична платформа  Вихіно
- Автобуси: м78, 79, 159, 177, 197, 208, 209, 232, 247, 285, 314, 409, 436, 502, 551, 569, 580, 602, 613, 615, 620, 697, 706, 722, 731, 747, 772, 821, 841, 872, 884, т30, т64; обласні: 323, 346, 352, 373, 463, 501, 1232

## Пасажиропотік
Пасажиропотік на станції рекордний в Москві — 176 629 осіб на добу (дані початку 2009 року). До продовження лінії в бік «Жулебіно» вона була найзавантаженішою станцією Московського метрополітену і другий по завантаженості в Росії після станції «Проспект Ветеранів» в Санкт-Петербурзі, де максимальний пасажиропотік становить 193,1 тис. осіб на добу. До реконструкції, через велике скупчення народу в години пік в переходах вона отримала прізвисько «ефект Вихіно».
Після введення в лад ділянки лінії до «Жулебіно» передбачалося зниження пасажиропотоку на даній станції до 40 %. За перші три робочі дні після відкриття ділянки до «Жулебіно» (11, 12 і 13 листопада 2013 року) пасажиропотік з даної станції знизився в середньому на 30 000 осіб на день, по станціях «Рязанський проспект» і «Кузьминки» — більш ніж на 10 000 осіб.
«Ефект «Вихіно»
Термін виник через перевантаженість станції, яка є великим пересадним вузлом (поруч розташовуються залізнична платформа і автовокзал) — до станції стікаються пасажири з довколишніх районів Москви і Підмосков'я. Ситуація особливо ускладнилася після будівництва нових житлових районів за МКАД, для яких «Вихіно» є найближчою станцією метрополітену.
Ефект «Вихіно» полягає в тому, що на цій колишній кінцевій станції потяги часто заповнюються настільки, що на наступній станції («Рязанський проспект»), а в годину пік — — на всіх станціях аж до пересадки на Кільцеву лінію — в нього неможливо поміститися будь-кому з пасажирів. Таким чином, одна станція блокує роботу частини гілки в одному напрямку, на інших станціях теж починаються скупчення пасажирів і тиснява.
З цим ефектом борються, пускаючи кожні 10 хвилин у години пік через станцію порожні потяги, з організацією посадки тільки на станції «Кузьминки», а також розподілом автобусних маршрутів, підвозять пасажирів рівномірно до сусідніх станціях, що призводить до зниження навантаження. Середній час посадки пасажирів в ранкові години-пік в кожен потяг не перевищує 20 секунд.

## Колійний розвиток

Схема колійного розвитку станції «Вихіно»

Станція з колійним розвитком — 6 стрілочних переводів, перехресний з'їзд і 1 станційна колія для обороту та відстою рухомого складу, що переходить в одну із колій двоколійної ССГ з електродепо ТЧ-11 «Вихіно».
Відразу за станцією розташована стрілка, по якій поїзди повертають убік станції «Лермонтовський проспект» і перехресний з'їзд, за яким здійснюється оборот поїздів, що прибувають на станцію для зонового обороту. Далі за станцією знаходяться депо «Вихіно» і вихінський майданчик Заводу з ремонту електрорухомого складу (ЗРЕПС), що виконує ремонт і модернізацію вагонів моделі Еж3, Ем-508Т, що курсують по Тагансько-Краснопресненській лінії (другий майданчик знаходиться в депо «Сокіл» і ремонтує вагони моделі 81-714/717). Тунелі у бік станції «Лермонтовський проспект» огинають будівлю депо з боків.